# Цер (община Кичево)
 Тази статия е за селото.  За растението вижте Цер.  
Цер (изписване до 1945 година: Цѣръ; на македонска литературна норма: Цер; на албански: Ceri) е село в община Кичево, в западната част на Северна Македония.

## География
Селото е разположено в областта Горен Демир Хисар в южното подножие на Баба Сач от север и Любен от юг.
Чешми: Стара, Бориш, Палазица и Породин. 
Други топоними: Крачунец, Кавчел, Магарево, Рамнин, Мал и Голем Коприн дол, Црни врх, Круша, Грънчароец, Патериче, Преслоп, Стръмол, Шумкоа Ливада, Баба, Ливагье, Корито, Лескоа, Бело Каменье и Буков Дол.

## История
В 1468 година Цер е отбелязано като дервентджийско село. През XVI век местните жители губят статута си на дервентджии.
През 1607 година жителите на Цер взимат едногодишен заем от вакъфа на Ахмед паша при месджида на шейх Хъзър Бали в Битоля в размер на 7000 акчета при лихва от 15% процента. Гаранти за парите са самите селяни, един за друг. Същият дълг е посочен и в документ от 1609 година. През 1621 година в Цер са записани 36 ханета (домакинства), от които се събира военния данък нузул за похода срещу Полша.
В XIX век Цер е чисто българско село в Демирхисарска нахия на Битолска каза на Османската империя. Църквата „Свети Никола“ е от средата на XIX век, манастирската църква „Свето Възнесение Господне“ също е от турско време, „Свети Атанасий“ е от 1863 година, „Света Богородица“ е от 1977 година, а „Света Петка“ е късносредновековна, както и Мицевото църквиче. Според доклад на битолския училищен инспектор Иван Лимончев от 1893 година, по това време селото брои 200 къщи, в него има 3 църкви и българско училище, открито през 1870 година. В 1895/1896 година в българското училище в Цер преподава деецът на ВМОРО Лука Джеров.
Според Васил Кънчов в 90-те години Цер има около 150 християнски къщи. Според статистиката му („Македония. Етнография и статистика“) в 1900 година в Цер живеят 1560 българи-християни.
На Етнографската карта на Битолския вилает на Картографския институт в София от 1901 година Цер е чисто българско село в Битолската каза на Битолския санджак с 202 къщи.
По време на Илинденското въстание селото е нападнато от турски аскер и башибозук, като при нападението са опожарени 189 от 245 къщи и са убити 13 души.
Цялото село е под върховенството на Българската екзархия. По данни на секретаря на екзархията Димитър Мишев („La Macédoine et sa Population Chrétienne“) в 1905 година в Цер има 1960 българи екзархисти и в селото функционира българско училище. Според данни на главния стружки учител Яким Деребанов през 1906 година селото има 1190, а през 1907 година - 1137 жители. Броят на къщите е 240. 80 души са на гурбет - предимно като хлебари в Румъния и Австро-Унгария. Орната земя е 408 дюнюма.
През септември 1910 година селото пострадва по време на обезоръжителната акция на младотурците. Варварски са изтезавани 10 селяни, тъй като давали убежище на четата на Блаже Кръстев.
При избухването на Балканската война в 1912 година 20 души от селото са доброволци в Македоно-одринското опълчение.
След Междусъюзническата война в 1913 година селото попада в Сърбия.
По време на българското управление във Вардарска Македония през Първата световна война Цѣръ е център на община в Кичевска околия и има 1241 жители. През 1922-1923 година в селото е открита поща, която функционира до 6 април 1941 година.
По време на българското управление във Вардарска Македония в годините на Втората световна война, Борис Ив. Кьорпанов от Ресен е български кмет на Цер от 31 юли 1944 година до 9 септември година.
Според преброяването от 2002 година селото има 159 жители – 158 македонци и 1 сърбин.
От 1996 до 2013 година селото е част от община Другово.

## Личности
Родени в Цер
- Ангел Атанасов (Танасов) Церанец (1850-1881), български революционер, опълченец
- Ангеле Димов Дуртанов (1877 - след 1946), български революционер, деец на ВМОРО[21]
- Благой Десковски (Дисковски), български просветен деец
- Богоя Ангелов, македоно-одрински опълченец, 20-годишен, майстор, 2 рота на 6 охридска, ранен на 18 юни 1913 година, носител на орден „За храброст“ ІV степен[22]
- Велко и Злате, български революционери, селски войводи на ВМОРО, през Илинденско-Преображенското въстание заедно водят сражение с турски войски в местността Коприндол край Цер[23]
- Диме Шумка (1921 – 1999), сценограф от Република Македония
- Иван Димов (1883 – ?), български революционер от ВМОРО, четник при Никола Карев[24]
- Иван Шумков (1838 – 1913), български писател, просветен и църковен деец
- Иван Стоянов (1887 – 1930), български революционер, войвода на ВМОРО и ВМРО
- Йован Георгиев Личов (1869 - ?), български революционер, деец на ВМОРО. Сподвижник на Йордан Пиперката, Никола Карев, Никола Дечев, Блаже Кръстев, Гюрчин Наумов, Сотир войвода, Пере Тошев, Георги Сугарев, и др.[25]
- Лазар Стоянов Иванов (? - 1930), деец на освободителното движение, починал в София[26]
- Наум Симонов Бурев, български революционер, деец на ВМОРО[27]
- Силян Богоя, българин, православен, арестуван преди април 1904 година, обвинен в „присъединяване към българския бунтовнически комитет и употреба на оръжие против султанската войска“, осъден от Извънредния съд на смърт, лежал в Битолския затвор, амнистиран с общата амнистия от 12 април 1904 година[28]
- Силян Вълчев (1857 – ?), български революционер
- Силян Костадинов (1886 – ?), български революционер от ВМОРО, четник при Никола Карев[24]
- Силян Пардов (1857 – 1903), български революционер
- Софроний Стоянов (1871 – 1903), български военен и революционер, войвода на ВМОК
- Спиро Костов, български революционер от ВМОРО, четник на Алексо Стефанов[29]
- Спиро Симянов Кацев (1878 - ?), български революционер, деец на ВМОРО, четник в четата на Гьорче Петров, която води битки с османски аскер в цяла Македония[30]
- Спиро Йонов Кърпачов (1877 - ?), български революционер, деец на ВМОРО, сподвижник на Йордан Пиперката[31]
- Стефан Найденов Рабев (? - 12 декември 1941), български революционер, деец на ВМОРО и Илинденската организация[32]
- Стойко Анастов Робев, български революционер, деец на ВМОРО[33]
- Траян Мирчев Арминов, български революционер, деец на ВМОРО[27]
- Траян Силянов Богданов, български революционер, деец на ВМОРО[27]
- Цветан Магденов Магдев, български революционер, деец на ВМОРО[34]

Починали в Цер
- Ванчо Сърбаков (? – 1905), български революционер, войвода на ВМОРО
- Йордан Силянов – Пиперката (1870 – 1903), български революционер
- Петър Георгиев (1880 – 1905), български революционер
- Славейко Савинов (1882 - 1905), български революционер от ВМОРО
- Христо Узунов (1878 – 1905), български революционер